# Nigel Ogidi Nwankwo
Nigel Ogidi Nwankwo (Den Haag, 4 augustus 1998) is een Nederlands en Nigeriaans voetballer, die uitkomt voor Telstar.     

## Clubcarrière

### Jeugd
Nwankwo is geboren in Den Haag. Hij begon te voetballen in de jeugd bij VUC en FC Rijswijk, speelde vervolgens bij ADO Den Haag waarna hij de overstap maakte naar RKVV Westlandia. Na het doorlopen van de jeugdopleiding van ADO Den Haag, maakte Nigel Ogidi Nwankwo in 2018 de overstap naar Westlandia. Bij de club uit Naaldwijk kreeg hij de kans om zich als senior verder te ontwikkelen. Als energieke en dynamische linksback viel hij op door zijn aanvallende impulsen, verdedigende discipline en zijn vermogen om het spel vanaf de vleugel op te bouwen. Zijn tijd bij Westlandia vormde een belangrijk fundament voor zijn verdere carrière in het Nederlandse voetbal.
Na een sterk seizoen in de Derde Divisie wist hij de aandacht te trekken van SVV Scheveningen, actief in de Tweede Divisie. In het seizoen 2019/2020 droeg Nigel het groen-witte shirt van de kustclub, waar hij zich binnen korte tijd ontwikkelde tot een betrouwbare kracht in de achterhoede. Zijn snelheid, duelkracht en werklust maakten hem ook op hoger niveau tot een gewaardeerde speler.

### K.v.v. Quick Boys
Op 24 december 2019 tekende Nwankwo contract bij K.v.v. Quick Boys. Nwankwo groeide binnen korte tijd uit tot een zeer gewaardeerde kracht binnen het elftal van de blauw-witten. De linksback, bekend om zijn fysieke vermogen en indrukwekkende rushes, hoefde weinig wedstrijden te missen in de afgelopen seizoenen. Bij die club werd hij in het seizoen 2024/25 seizoen kampioen van de Tweede divisie. 

### Telstar
Op 8 februari 2025 werd bekend dat Nwankwo vertrekt bij Quick Boys en hij tekende contract bij Telstar tot met juni 2027.  Op 11 augustus 2025 in de uitwedstrijd tegen AFC Ajax maakte Ogidi Nwankwo zijn debuut voor Telstar. Hij kwam in de 67e minuut als invaller voor Patrick Brouwer en hij verloor de wedstrijd met 2-0. 

## Statistieken
| Seizoen                         | Club              | Land           | Competitie     | Competitie | Competitie | Beker | Beker | Nacompetitie | Nacompetitie | Totaal | Totaal |
| Seizoen                         | Club              | Land           | Competitie     | Wed.       | Dlp.       | Wed.  | Dlp.  | Wed.         | Dlp.         | Wed.   | Dlp.   |
| ------------------------------- | ----------------- | -------------- | -------------- | ---------- | ---------- | ----- | ----- | ------------ | ------------ | ------ | ------ |
| 2018/19                         | RKVV Westlandia   | Nederland      | Derde divisie  | 28         | 2          | 3     | 0     | 0            | 0            | 31     | 2      |
| 2019/20                         | SVV Scheveningen  | Nederland      | Tweede divisie | 20         | 0          | 1     | 0     | 0            | 0            | 21     | 0      |
| 2020/21                         | K.v.v. Quick Boys | Nederland      | Tweede divisie | 3          | 0          | 1     | 0     | 0            | 0            | 4      | 0      |
| 2021/22                         | K.v.v. Quick Boys | Nederland      | Tweede divisie | 30         | 1          | 1     | 0     | 0            | 0            | 31     | 1      |
| 2022/23                         | K.v.v. Quick Boys | Nederland      | Tweede divisie | 28         | 1          | 0     | 0     | 0            | 0            | 28     | 1      |
| 2023/24                         | K.v.v. Quick Boys | Nederland      | Tweede divisie | 32         | 2          | 4     | 1     | 0            | 0            | 36     | 3      |
| 2024/25                         | K.v.v. Quick Boys | Nederland      | Tweede divisie | 32         | 2          | 2     | 0     | 0            | 0            | 34     | 2      |
| 2025/26                         | Telstar           | Nederland      | Eredivisie     | 2          | 0          | 0     | 0     | 0            | 0            | 2      | 0      |
| Carrièretotaal                  | Carrièretotaal    | Carrièretotaal | Carrièretotaal | 175        | 8          | 12    | 1     | 0            | 0            | 187    | 9      |
| Bijgewerkt t/m 15 augustus 2025 |                   |                |                |            |            |       |       |              |              |        |        |

## Erelijst
| Nationaal      |    |         |
| Tweede Divisie | 1x | 2024/25 |

## Privé
Nwankwo is een broertje van Neville Ogidi Nwankwo, hij is ook voetballer.